# Ignaz von Heffter
Ignaz von Heffter, eigentlich Johann Ignatz Valentin Heffter (* 1. Juni 1740 in Salzburg; † 24. August 1818 ebenda) war in den Jahren von 1796 bis 1811, also während der Zeit der Franzosenkriege und der fünfmaligen Veränderung der Staatszugehörigkeit des bis 1805 souveränen Fürstentums Salzburg, Bürgermeister der Stadt Salzburg.
Heffter stammte aus einer vermögenden Salzburger Kaufmannsfamilie. Diese war im Besitz einer Leinen- und Eisenhandlung und seit 1738 des zweiten und dritten Bodens des Hauses Alter Markt 3 sowie seit 1739 eines Hofs in Parsch. Johann Ignatz Valentin Heffter erhielt 1765 gemeinsam mit seinem jüngeren Bruder Franz Xaver Nikolaus (1747–1783) die Leinenhandlung und für sich allein die Eisenhandlung. Am 24. Jänner 1763 heiratete er in Salzburg Viktoria Rauschenbichler (1741–1811).
Von 1796 bis 1811 bekleidete er für 15 Jahre das Amt des Salzburger Bürgermeisters und stellte damit den letzten Bürgermeister der Stadt vor der endgültigen Zugehörigkeit des Landes Salzburg zum Kaisertum Österreich. Sein Sohn Anton wurde im Jahr 1818 wiederum der erste Bürgermeister der ab 1816 zum Salzburgkreis des Kronlandes Österreich ob der Enns gehörigen Kreishauptstadt Salzburg.
In Erinnerung an Ignaz von Heffter wurde im Jahr 1913 die von der Haunspergstraße zur Plainstraße verlaufende Straße im Stadtteil Elisabeth-Vorstadt nach ihm benannt.